# Cantonul Cholet-2
Cantonul Cholet-2 este un canton din arondismentul Cholet, departamentul Maine-et-Loire, regiunea Pays de la Loire, Franța.

## Comune
- Les Cerqueux
- Chanteloup-les-Bois
- Cholet (parțial, reședință)
- Maulévrier
- Mazières-en-Mauges
- Nuaillé
- Toutlemonde
- Trémentines
- Vezins
- Yzernay